# Crime Patrol
Crime Patrol est un jeu vidéo de tir au pistolet développé et édité par American Laser Games en 1993 sur arcade et adapté sur 3DO, CD-I, DOS et Mega-CD.
Il a pour suite Crime Patrol 2: Drug Wars.